# Apagomerina unica
Apagomerina unica är en skalbaggsart som beskrevs av Martins och Maria Helena M. Galileo 1996. Apagomerina unica ingår i släktet Apagomerina och familjen långhorningar. Inga underarter finns listade i Catalogue of Life.